# Норберт Трандафір
Норберт Трандафір (8 лютого 1988) — румунський плавець.
Учасник Олімпійських Ігор 2008, 2012, 2016 років.